# Közönséges mórlepke
A közönséges mórlepke (Lypusa maurella) egyes, régibb rendszertanokban a valódi lepkék (Glossata) közé sorolt zsákosmolyfélék (Lypusidae) családjának egyetlen faja. Időközben a  zsákosmoly (Lypusa) nemet további fajokkal egészítették ki (tehát a korábbi „mórlepke” nevet ki kell egészíteni), a családot pedig az erdei díszmolyfélék (Amphisbatidae) családjába olvasztották.

## Elterjedése, élőhelye
Európai faj. Hazánkban is él, de kevés helyről ismert.

## Megjelenése
Csaknem egyszínű, fekete lepke, mintázat nélkül. Szárnyának fesztávolsága 14–16 mm.

## Életmódja
Hernyója zuzmóféléken, egyetlen levélből szőtt zsákban él. Egy évben egy nemzedéke fejlődik ki. A május–júniusban rajzó lepkék éjszaka és nappal is aktívak; a mesterséges fény vonzza őket.